# ويلهلم غورا
ويلهلم غورا (بالبولندية: Wilhelm Góra)‏ مواليد 18 يناير 1916 في بولندا - الوفاة 21 مايو 1975، هو لاعب كرة قدم بولندي سابق، كان يلعب في مركز الوسط. سبق له أن لعب في كأس العالم لكرة القدم مع منتخب بلاده في مونديال عام 1938، كما لعب مع المنتخب في دورة الألعاب الأولمبية الصيفية عام 1936.

## روابط خارجية
- ويلهلم غورا على موقع الاتحاد الدولي (مؤرشف)  (الإنجليزية)
- ويلهلم غورا على موقع قاعدة بيانات كرة القدم.إي يو (الإنجليزية)
- ويلهلم غورا على موقع أوليمبيديا (الإنجليزية)
- ويلهلم غورا على موقع اللجنة الأولمبية البولندية (مؤرشف) (البولندية)